# Bernardo Reyes

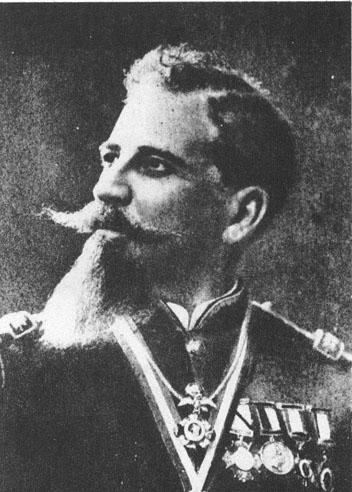
Bernardo Reyes

Bernardo Reyes (Guadalajara, augustus 1850 - Mexico-Stad, 9 februari 1913) was een Mexicaans politicus en militair.
Reyes studeerde aanvankelijk rechten, maar stopte met die studie om zich aan te sluiten bij het leger. Hij vocht aan republikeinse zijde tijdens de Franse interventie in Mexico en steunde in 1876 het plan van Tuxtepec van Porfirio Díaz, die daarbij de macht greep. In 1885 werd hij benoemd tot generaal en aangewezen als gouverneur van de noordelijke deelstaat Nuevo León. Reyes gold als Díaz' "proconsul van het noorden". Hij zorgde ervoor dat Díaz wil in het noorden van het land naar de letter werd uitgevoerd, hoewel hij ook een aantal progressieve hervormingen doorvoerde, waaronder vernieuwingen in het onderwijs en een wet die werknemers die tijdens hun werk gewond raakten een schadevergoeding toekende. Reyes gold als een van de naaste vertrouwelingen van Díaz maar was een verklaard vijand van de científicos, Díaz groep van positivistische adviseurs. Van 1900 tot 1902 diende hij als minister van oorlog en marine onder Díaz.
Reyes trok de aandacht van verschillende tegenstanders van Díaz, die meenden dat hij geschikt zou zijn als opvolger. Hij overwoog zich kandidaat te stellen voor de presidentsverkiezingen van 1910. Díaz loste dat probleem op door hem naar Europa te sturen om daar militaria te bestuderen. Toen Reyes in 1911 teruggekeerde was Díaz inmiddels afgetreden, en was na nieuwe verkiezingen Francisco I. Madero de nieuwe president geworden.
In 1912 kwam hij in opstand tegen Madero, maar werd gearresteerd en gevangengezet. Madero's aanhangers stelden voor hem ter dood te brengen, maar Madero besloot het leven van de generaal te sparen. In de gevangenis smeedde hij een complot met Félix Díaz, een neef van de verdreven dictator. Zij werden door militairen onder leiding van Manuel Mondragón op 9 februari 1913 uit de gevangenis bevrijd. Gezamenlijk trokken ze op naar het Nationaal Paleis. Reyes dacht dat het paleis onbewaakt was en liep naar binnen. Het bleek echter dat regeringsgetrouwe troepen zich al in het paleis hadden opgesteld. Reyes werd neergeschoten en was op slag dood.Tien dagen later liep Victoriano Huerta, bevelhebber van de regeringstroepen, over naar de opstandelingen. Madero werd afgezet en vier dagen later vermoord.
Bernardo Reyes was de vader van de Mexicaanse schrijver Alfonso Reyes.
- Bibliothèque nationale de France: cb165481853 (data)
- Gemeinsame Normdatei: 1066152454
- International Standard Name Identifier: 0000 0000 2378 8639
- Library of Congress Control Number: n81110599
- Nederlandse Thesaurus van Auteursnamen: 270081143
- SNAC: w690375w
- Système universitaire de documentation: 060311401
- Virtual International Authority File: 77642521
- WorldCat: E39PBJh4t44tbXXVyDQxVmFtKd